# François Chatillon (acteur)
Pour les articles homonymes, voir Chatillon et François Chatillon (homonymie).
François-Antoine-Joseph Rousseau, dit Chatillon, est un acteur et chanteur français né le 16 septembre 1729 à Versailles et mort le 5 août 1802 à Stockholm.
Fils du cabaretier Nicolas Rousseau et de Marie-Jeanne Le Brun, Chatillon joue à Lyon en 1758 dans L'heureux déguisement, puis au Théâtre de la Monnaie à Bruxelles de 1761 à 1767 au moins.
Il poursuit sa carrière à Lyon vers 1775, puis à Stockholm de 1779 à sa mort, comme chanteur et chef de chœur du Théâtre royal. Il est témoin au mariage du danseur Jean-Rémy Marcadet avec Marie-Louise Anselme.
Veuf de Marie-Thérèse Restier (1723-1790), il épouse en secondes noces Anna Maria Upgren le 19 mai 1791 et meurt douze ans plus tard.